# 霍赫黑德里赫山

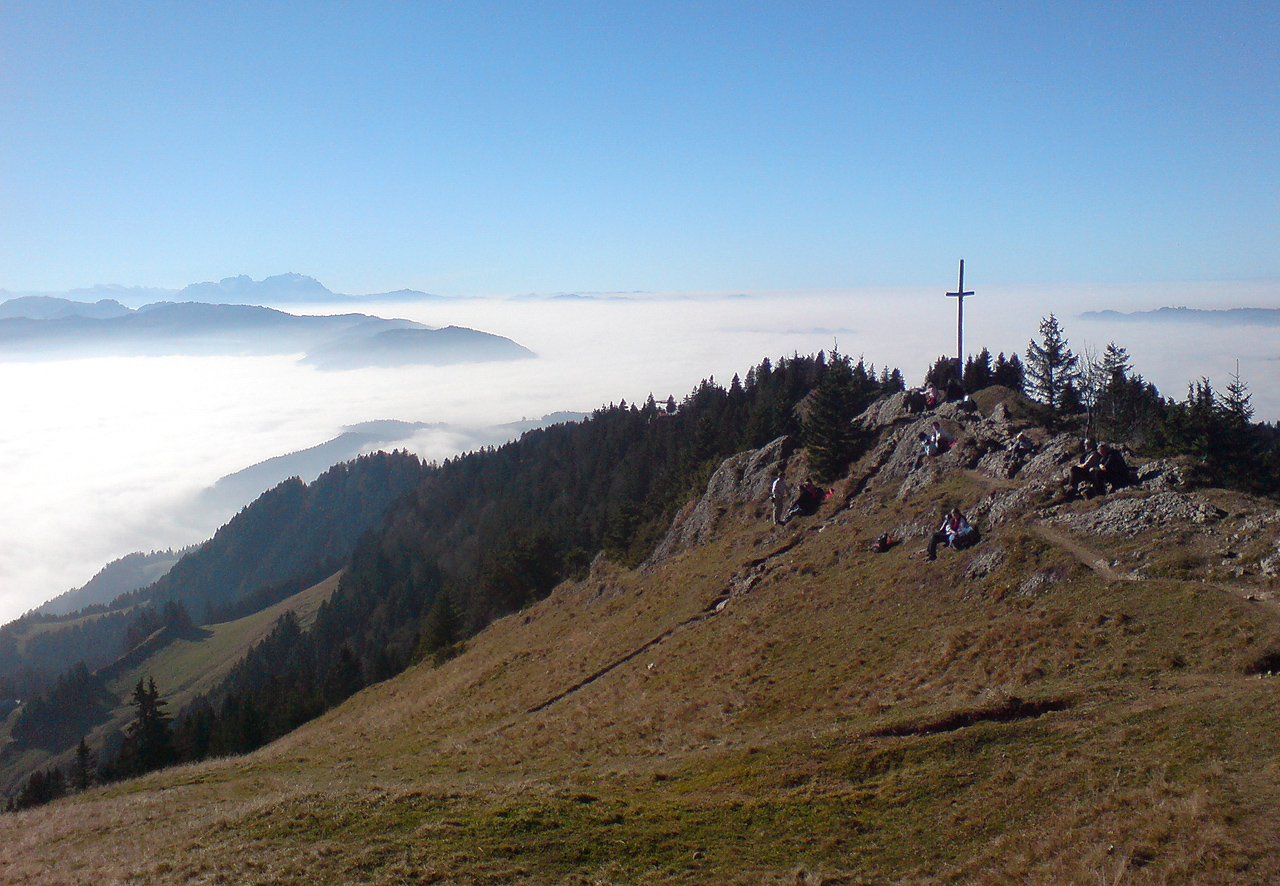

47°28′54″N 10°0′10″E / 47.48167°N 10.00278°E
霍赫黑德里赫山（德語：Hochhäderich），是中歐的山峰，位於奧地利和德國接壤的邊境，屬於阿爾高阿爾卑斯山脈的一部分，距離艾訥貢特山2.4公里，海拔高度1,565米。